# Cassine
Cassine é uma comuna italiana da região do Piemonte, província de Alexandria, com cerca de 3.042 habitantes. Estende-se por uma área de 33,53 km², tendo uma densidade populacional de 92 hab/km². Faz fronteira com Alice Bel Colle, Castelnuovo Bormida, Gamalero, Maranzana (AT), Mombaruzzo (AT), Ricaldone, Rivalta Bormida, Sezzadio, Strevi.

## Demografia
| Variação demográfica do município entre 1861 e 2011                               |
|                                                                                   |
| Fonte: Istituto Nazionale di Statistica (ISTAT) - Elaboração gráfica da Wikipedia |